# Margalit Matitiahu
 Margalit Matitiahu (Telavive, Israel, 1935) investigadora linguística, intelectual, feminista e escritora israelita em  hebreu e ladino.
Após o Holocausto, a sua família saiu de Israel para a região de Salonica e estudou filologia hebraica e filosofia na Universidade Bar-Ilan. 
É membro da WAAC (é doutora honoris causa), PEN Club  e da Associação hebraica dos escritores. Participa em congressos e recebeu prêmios numerosos.

## Obra

### Hebreu
- Through the Glass Window (1976)
- No Summer Silence (1979)
- White Letters (1983)
- Handcuffed (1987)
- Midnight Stairs (1995)

### Ladino
- Alegrica (1993)
- Matriz de luz & Vela de la luz (1997)
- Kamino de Tormento (2000)
- Vagabondo Eternel & Bozes en la Shara (2001)